# Martin Modéus
Nils Martin Modéus (né le 1er mars 1962) est un théologien et évêque suédois. Il est archevêque d'Uppsala et primat de l'Église de Suède depuis décembre 2022. 

## Biographie
Martin Modéus est le fils des maîtres de conférences Nils Modéus et Ingrid Modéus. Il a deux frères : Fredrik Modéus, né en 1964, évêque du diocèse de Växjö et Daniel Modéus, né en 1970, avocat à Stockholm. Il est marié à Marianne Langby Modéus, assistante paroissiale  et a trois enfants.
Martin Modéus est ordonné pasteur en 1986 dans le diocèse de Växjö. Il exerce son ministère dans la paroisse de Byarum jusqu'en 1988, puis de Tullinge-Tumba dans le diocèse de Stockholm, jusqu'en 1995. En 1996, il est chargé par l'Église suédoise d'écrire un livre publié sous le titre Tradition och liv (Tradition et vie).
Modéus est en congé doctoral de 1997 à 1999 pour préparer un doctorat en exégèse de l'Ancien Testament. Il soutient en 2007 sa thèse à l'université de Lund. De 2000 à 2003, il est à nouveau pasteur à Tullinge-Tumba. En 2003, il est nommé vicaire diocésain dans le diocèse de Stockholm, responsable du développement des services religieux. Il occupe cette fonction jusqu'en mars 2011, date à laquelle il est élu et ordonné évêque du diocèse de Linköping.
Le 8 juin 2022, il est élu archevêque d'Uppsala et primat de l'Église de Suède et installé dans la cathédrale d'Uppsala le 4 décembre 2022.

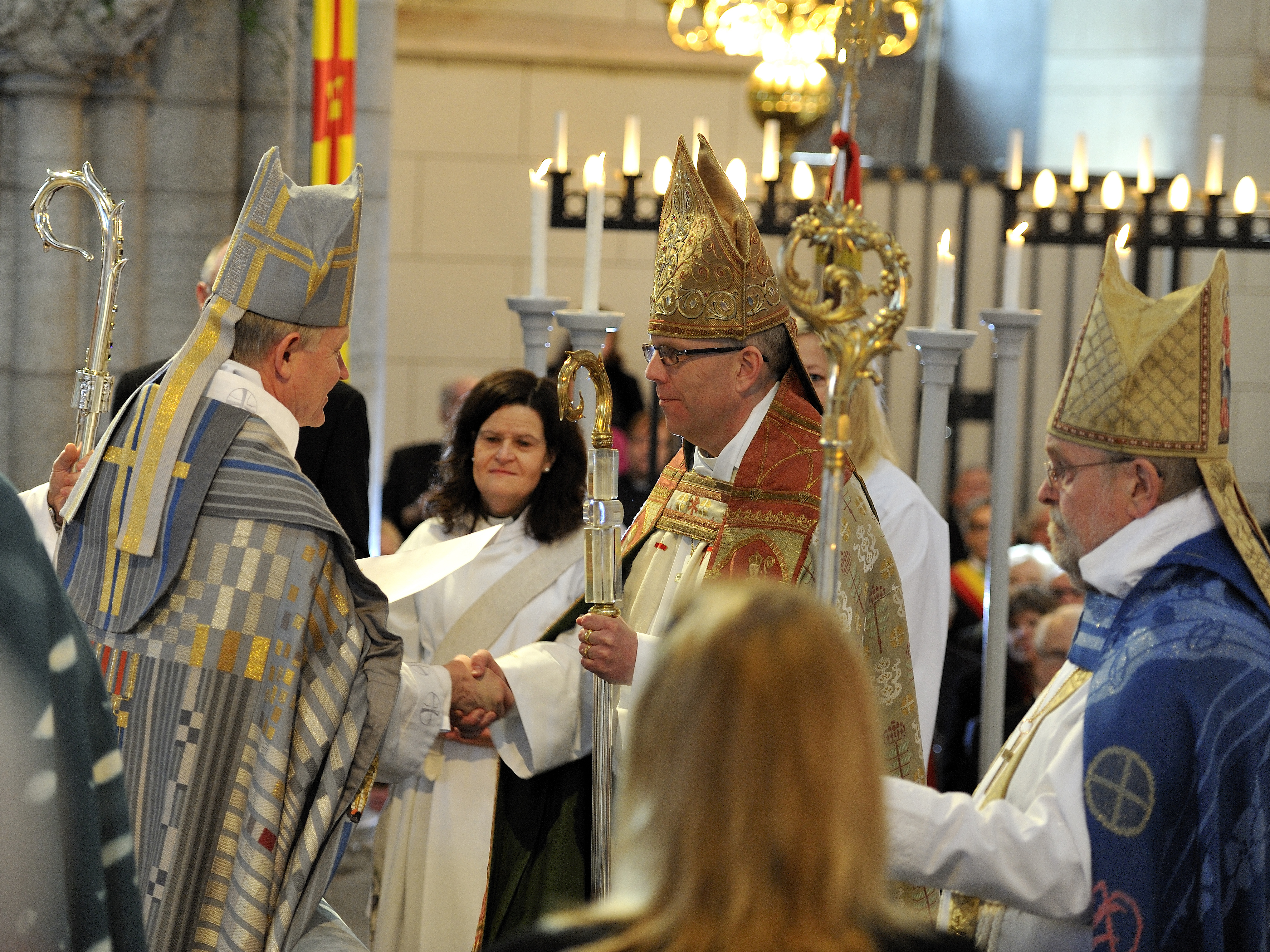
Ordination en 2011.